# 走過1999
《走過1999》是香港歌手張學友的第12張國語專輯，也是其第31張錄音室專輯，為張學友在寶麗金被環球唱片收購以後發行的第一張錄音室專輯，環球唱片曾於2005年3月推出該張專輯的復刻版CD。

## 介紹
張學友在推出此張唱片前經歷了寶麗金唱片公司前所未有的巨變，在寶麗金唱片由飛利浦公司出售於環球公司的過程中，外界不斷揣測張學友的跳槽可能性，但1999年夏季環球唱片推出了他的《友個人99世界巡迴演唱會》令傳言不攻自破。自1999年上半年的粵語唱片《有個人》后，他的演唱風格發生了明顯的變化，開始嘗試一些比較新潮和另類的音樂，此張唱片中包含多首另類風格曲目《壞×5(壞壞壞壞壞)》和《你好毒》等。 而唱片中亦不缺乏日後被認為是經典的國語流行歌曲，其中有《心如刀割》和《她來聽我的演唱會》。其他走大眾路線在當時流行一時的歌曲還包括《二分之一的幸福》、《認床》、《走過1999》等。
憑此專輯入圍第11屆臺灣金曲獎 - 個人獎 - 流行音樂作品類 - 最佳國語男演唱人獎。

## 曲目
| 曲序 | 曲目               |               | 作曲          | 编曲          | 製作人 | 备注                                        | 时长 |
| ---- | ------------------ | ------------- | ------------- | ------------- | ------ | ------------------------------------------- | ---- |
| 1.   | 心如刀割           | 黎沸揮        | 黎沸揮        | 杜自持        | 林明陽 |                                             | 5:02 |
| 2.   | 壞×5（壞壞壞壞壞） | 光中          | 林健華        | 林健華        | 歐丁玉 |                                             | 3:58 |
| 3.   | 她來聽我的演唱會   | 梁文福        | 黃明洲        | 黃中          | 林明陽 |                                             | 4:49 |
| 4.   | 二分之一的幸福     | 彭妮          | 彭妮          | Stone         | 歐丁玉 |                                             | 4:17 |
| 5.   | 留給自己一個晚上   | 徐世珍        | 尹日尚        | 屠穎          | 林明陽 | 改編自韓國歌手金健模的《Never Never Never》 | 4:03 |
| 6.   | 認床               | 楊立德        | 林健華        | 林健華        | 歐丁玉 |                                             | 4:22 |
| 7.   | 好呆               | 吳旭文        | 吳旭文        | 梁伯君        | 林明陽 |                                             | 4:10 |
| 8.   | 走過1999           | 十方          | 吳旭文        | Ramli M.S.    | 林明陽 |                                             | 4:53 |
| 9.   | 你好毒             | Joan Wu       | 王一隆        | Terence Teo   | 林明陽 | 台視電視劇《雍正大帝》主題曲                | 3:51 |
| 10.  | 放棄你             | 陳建寧 陳政卿 | 陳建寧 陳政卿 | Aubrey Suwito | 林明陽 |                                             | 3:48 |
| 11.  | 女人香             | 林明陽        | 陳奐仁        | Aubrey Suwito | 歐丁玉 |                                             | 3:53 |